# Leleplezett Ízisz

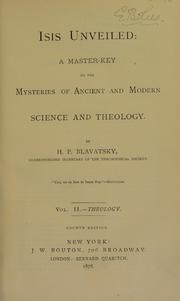

A Leleplezett Ízisz Helena Blavatsky első jelentős összefoglaló munkája és egyben a Teozófiai Társulat által alapműként elismert könyv. Az 1877-ben kiadott, körülbelül 1200 oldalas könyv a történelem és a kultúra ezoterikus átértelmezésére tesz kísérletet. Eszerint a történelem kezdetén magasabb rendű spirituális lények létrehozták a transzcendens bölcsességet. Ez beágyazódott a régi vallások rítusaiba és más írásokba, s csak az erkölcsileg magas szinten álló elit tagjai, akik mesterei az okkultnak, képesek felismerni.
A könyv tulajdonképpen az európai felvilágosodás ideológiájának kritikája és alapvetően a középkori és romantikus gnosztikusok 19. századi értelmezésének tekinthető. A teozófia történetében a nyugati okkultizmusról a keleti ezoterikára való átmenetet tükrözi.

## A mű története és címe
Blavatsky még 1875-ben kezdte írni, eredetileg a Csontváz-kulcs a misztikus kapukhoz címmel akarta megjelentetni, majd az Ízisz fátyla címen gondolkodott, de miután kiderült, hogy egy másik könyvet ezzel a címmel már kiadtak, így Bouton javaslatára a könyv végleges címe a Leleplezett Ízisz lett. Az eredeti cím a könyv alcímében maradt meg: Tolvajkulcs a régiek misztériumához, a modern tudományhoz és teológiához.
Blavatsky azt állította, hogy munkát az ezoterikus mesterek sugallatára írta, ő maga nagyrészt a passzív médium szerepét játszotta. Ebben a művében, szemben korábbi cikkeivel, a nyugati mesterek helyét a tibeti Mahatmák veszik át, és ennyiben előrejelzi fő művének, A titkos tanításnak a tendenciáját, amely majd a Leleplezett Ízisz mondanivalóját buddhista és hindu terminológiával fejezi ki. A könyvben az áll, hogy a könyv 1400 régebbi mű áttanulmányozásából született.
Blavatsky kéziratát jelentős mértékben kellett javítani, helyesbíteni, hivatkozni és angol szóhasználatba átültetni, így a végleges mű Henry Olcott és Blavatsky (valamint kisebb mértékben Alexander Wilder) közös munkájának tekinthető.
A könyv siker volt, az első kiadás ezer példánya gyorsan elfogyott és a megjelent kritikák többsége kedvező volt.
Blavatsky 1882-ben át akarta írni a könyvet, mert elégedetlen volt vele.

## Szerkezete
A mű fő vonala két meglévő intézmény kritikája: a kereszténységé (azon belül is a katolikus egyházé) és a tudományé (materialista tudomány), mert ezek megfosztják a világot az okkulttól és a misztikától. Blavatsky arra tesz kísérletet, hogy értelmezze a "titkot", amelyet az okkult iskolák az évszázadok folyamán felhalmoztak, beleértve az egyiptomi misztikumot, a zsidó kabbalisztikát, a hermetikus tanításokat és némi védikus elemeket. Ehhez még hozzáteszi, hogy a kifejezések ezekben a művekben néha szándékosan homályosak, de ő a birtokában van annak a tudásnak, amely ezt világossá teheti. Ezeknek az eredményeknek a keleti ezoterikus tanításokkal való összevonásából kiderül Isten (örök lélek) létezése és az egyéni lélek halhatatlansága.

### Az első kötet
Az első kötet elején Blavatsky kijelenti, hogy tökéletesen ismeri a régi mesterek tudását, így a szakértő álláspontjáról írhatja könyvét és amit leír, igaz.
A kötet fő kritikai célpontja a tudomány, ezért felsorakoztat különféle parapszichológikus jelenségeket, amelyeket szerinte a tudomány nem tud magyarázni. Fő törekvése az, hogy bemutassa: a modern nyugati tudomány más utat járt be, mint a keleti, és alacsonyabb rendű mint az egyiptomi vagy az indiai ókori tudomány.
Azon az alapon, hogy a tudomány számos korábbi állításáról kiderült, hogy tévesek, Blavatsky kísérletet tesz az asztrológia, az alkímia, a varázslatok, a Kabbala, a Védák és más okkult nézetek felélesztésére. Egyik fő érve, hogy a tudomány által is elismert ókori szerzők (például Platón) valójában nem tárták fel valóságos tudásukat, hanem azokat kódolt, átvitt értelemben illesztették be munkáikba, következésképpen valóságos véleményük más volt, mint ami munkáikban megjelenik, amit az iskolákban tanítanak.
Alapvető kiindulópontja az, hogy az emberi test megakadályozza az emberi szellem szabadságát, amely lehetővé tenné, hogy az ember felismerje a természetben rejlő láthatatlan dimenziókat. Az általa bizonyítékként felsorolt érvek olyan változatos témákat ölelnek fel, mint a kígyóbűvölés, vámpírok, boszorkányság, pogány rítusok, pszichoszomatikus jelenségek és egyebek.

### A második kötet
A második kötet a keresztény egyház kritikája, amely Blavatsky véleménye szerint története során szisztematikusan elnyomta és üldözte a szabad gondolkodást, amely Blavatskynál a spirituális gondolkodást jelenti. Ennek eredménye pedig az volt, állítja Blavatsky, hogy az erkölcsi parancsokat az emberek nem tartják be és az istenhit is visszaszorulóban van. Blavatsky problémája tehát nem a vallás, hanem annak egyházi tanítása.
Blavatsky részletesen foglalkozik az egyházi tekintélyelvvel, az egyház által elkövetett bűnökkel, az ezoterikus elemekkel a korai kereszténységben, a Biblia és a Védák könyvének összehasonlításával, a szabadkőművesség és a jezsuiták kapcsolatával, a sátán mítoszával és megpróbálja értékelni a kereszténységet a buddhizmus alapján. Végső célja ebben a kötetben az, hogy a keresztény egyházak dogmái mögött megtalálja az eredeti ezoterikus gyökeret, mert az, véleménye szerint, tartalmazza az ősi titkot, az ősi igazságot.

### Az elméleti összefoglalás
Blavatsky tíz pontban foglalta össze azt, hogy szerinte mik voltak könyvének elméleti eredményei:
- Nincsenek csodák, minden jelenség a természet törvényei szerint történik.
- Minden dolognak három oldala van: a látható, az energia és a spirituális mélység
- Az embereknek is három oldaluk van: a test, az asztrál test (lélek) és a transzcendens szellem (Blavatsky ebben a könyvében még nevetségesnek minősítette a reinkarnációt, amelyet azután a Titkos tanításban tesz elmélete középpontjába).
- A csodák tanulmányozása a teozófia elvei alapján lehetővé teszi a természet erőinek megismerését és megfelelő gyakorlatokkal az emberek megtanulhatják ezen erők ellenőrzését.
- Az ezoterikus tudás, ha azt jótékony célból használják, akkor csoda, ha önző célokból, akkor varázslás.
- A "médiumság" pusztán passzív, a "mesteriség", amely az érzékelésen túli erők tudatos felhasználása.
- Az asztrált fény megörökíti a múltat, jelent és jövőt, és a Mesterek képesek ezt megismerni.
- A különféle emberi fajok különböző mértékben képesek felhasználni a pszichikus képességeket.
- A Mesterek képesek tudatukat visszavonni az asztrál testbe.
- A mágnesesség és az elektromosság megértésére van szükség ahhoz, hogy csodatevést lehessen gyakorolni.

## A plágium kérdése
William Emmette Coleman, aki spiritualista volt és így Blavatsky ideológiai ellenfele, 1891-ben egy cikket jelentett meg, amelyben azt állította, hogy a Leleplezett Ízisz alapvetően plágium. Blavatsky életének utolsó cikkében a vád ellen azzal védekezett, hogy angol tudása nem volt megfelelő, hogy nem volt tisztában a tudományos hivatkozások módszertanával, hogy nem volt terve a könyvre és azt spontánul írta, valamint hogy Olcott, Wilder és közötte a kommunikáció nem volt mindig megfelelő.
1895-ben Coleman egy jóval részletesebb és behatóbb kritikát publikált. Ebben két fő pontot bizonyított.
Egyrészt kimutatta, hogy a könyv 2000 részletet tartalmaz, amelyeket Blavatsky a források megjelölése nélkül másolt át. Dunlap három könyvéből 176 részt plagizált, Ennemosertől 107-et, Des Mousseaux három könyvéből 124-et, a Démonológiából 85-öt, és így tovább.
Másrészt kimutatta, hogy Blavatsky összesen mintegy száz könyv alapján írta művét, a másik 1300-ról csak ezekben a könyvekben olvasott. A száz könyv nem ősi könyv volt, hanem korabeli, a XIX. század második felének okkultista munkái, leszámítva Henry More könyvét (Immortality of the soul), amely XVII. századi. Ilyen módon, írta Coleman, Blavatsky, ellentétben azzal a kijelentésével, hogy szakértő volt a kabbala és más ősi ezoterikus irányzatok terén, valójában másodkézből szerezte ismereteit, az eredeti munkákról fogalma sem volt. Ezen kívül Coleman arra is utalt, hogy a plágium szándékos volt. Például Blavatsky azt írta, hogy Figuier könyvéből, amely "éppen előtte fekszik", vesz idézeteket, miközben az összes Figuier idézet Des Mousseaux könyvéből lett átmásolva. Coleman kimutatta, hogy Blavatsky még a görög filozófusok munkáit sem olvasta, a Platonról szóló részeket két másik könyvből (Cocker és Zeller) másolta át.
Bár a teozófusok többször próbálták Coleman állításait cáfolni, de Bruce F. Campbell 1980-ban megerősítette Coleman eredményeit, a nagymértékű plágium létét.